# László Csongrái
László Csongrái (Budapest, 5 luglio 1959) è un ex schermidore ungherese, vincitore di una medaglia d'oro nella scherma ai giochi olimpici.